# Flagge Nevadas

Flagge von Nevada

Gouverneursflagge

Die Flagge von Nevada besteht aus einem blauen Feld mit einem Stern in der oberen linken Ecke, umgeben vom Namen „Nevada“. Oberhalb davon steht ein Banner mit der Inschrift „Battle Born“, was darauf hinweist, dass der Bundesstaat Nevada während des Amerikanischen Bürgerkriegs entstanden ist. Unter dem Stern sind zwei Zweige des grünen Wüsten-Beifußes (der Staatsblume), mit gelben Blüten.

## Geschichte
Die aktuelle Flagge hatte ihren Ursprung in einem Design-Wettbewerb aus dem Jahr 1926. Das siegreiche Design von Louis Shellback III wurde darauf noch teilweise im Abgeordnetenhaus überarbeitet, wo es Meinungsverschiedenheiten zwischen den beiden Häusern über die Platzierung des Wortes „Nevada“ auf der Flagge gab. Es wurde ein Kompromiss erreicht, und Gouverneur Frederick Bennett Balzar erließ 1929 ein Gesetz über die Verabschiedung der neuen Flagge. 1989 jedoch entdeckte ein Forscher, dass der Gesetzentwurf, der dem Gouverneur vorgelegt und von diesem unterschrieben wurde, nicht korrekt die Vereinbarung von 1929 wiedergab. Ein im Jahr 1991 verabschiedetes Gesetz verfügte daher, dass das Wort „Nevada“ unter dem Stern und über den Zweigen erscheint und führte damit zum aktuellen Design.